# Georg Anton Volkmann
Georg Anton Volkmann (ur. 1663 lub 1664 w Legnicy, zm. 21 marca 1721 również w Legnicy) – śląski lekarz i przyrodnik. Był synem Israela Volkmanna (1636–1706), botanika, z którym współpracował przy opracowywaniu dzieła Phytologia magna, które jednak pozostało w rękopisie. Znany jest przede wszystkim z opublikowanego w 1720 dzieła Silesia subterranea (łac. Śląsk podziemny), w którym zawarte są opisy i figury skamieniałości i zabytków archeologicznych znajdowanych (również podczas prowadzonych przezeń wykopalisk) na Śląsku. Kilkakrotnie wszedł na szczyt Śnieżki. Na jego cześć nazwano gatunek kopalnego widłaka z okresu karbonu Lepidodendron volkmannianum.